# Ihlewitz
Ihlewitz is een plaats en voormalige gemeente in de Duitse deelstaat Saksen-Anhalt, en maakt deel uit van de Landkreis Mansfeld-Südharz.

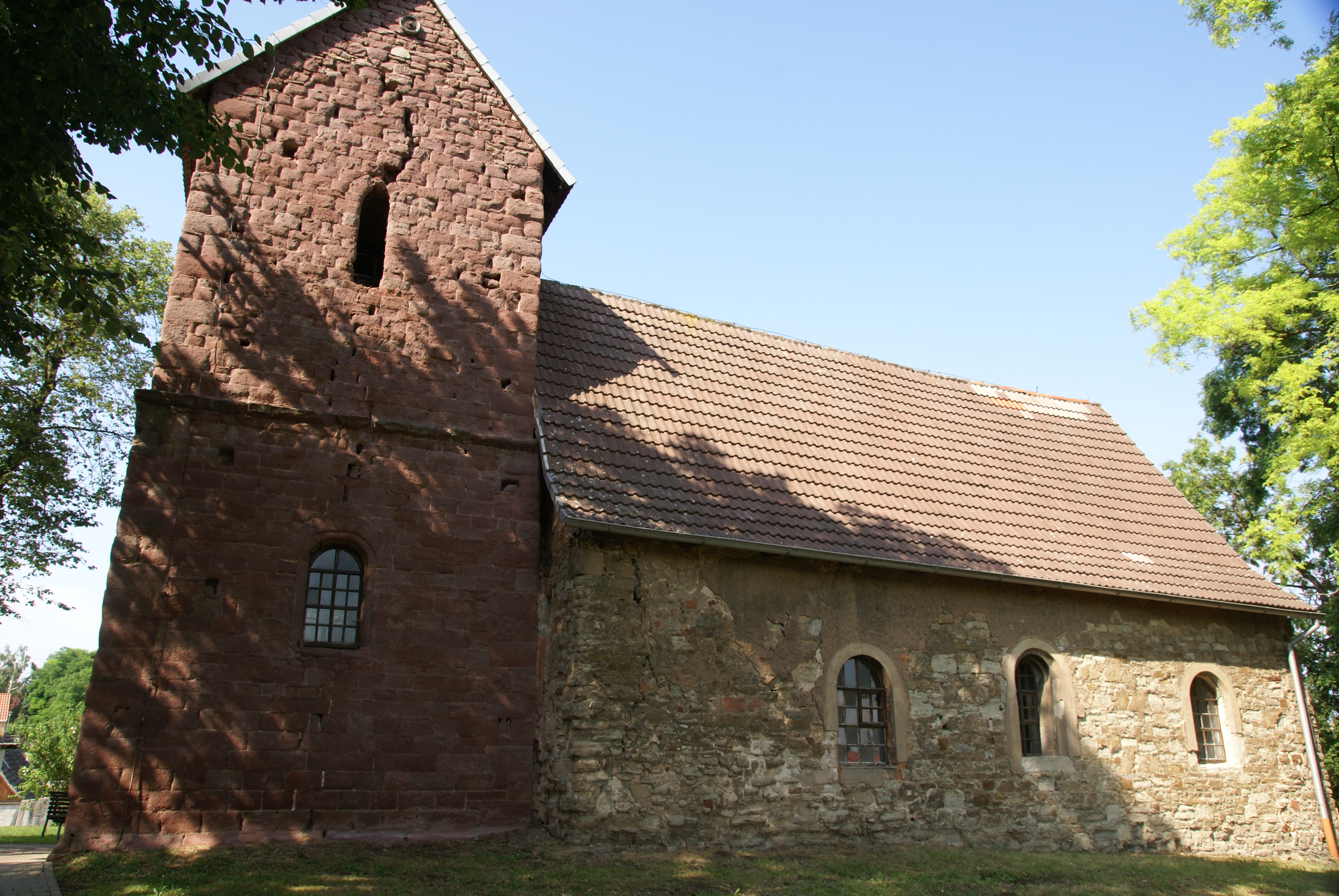
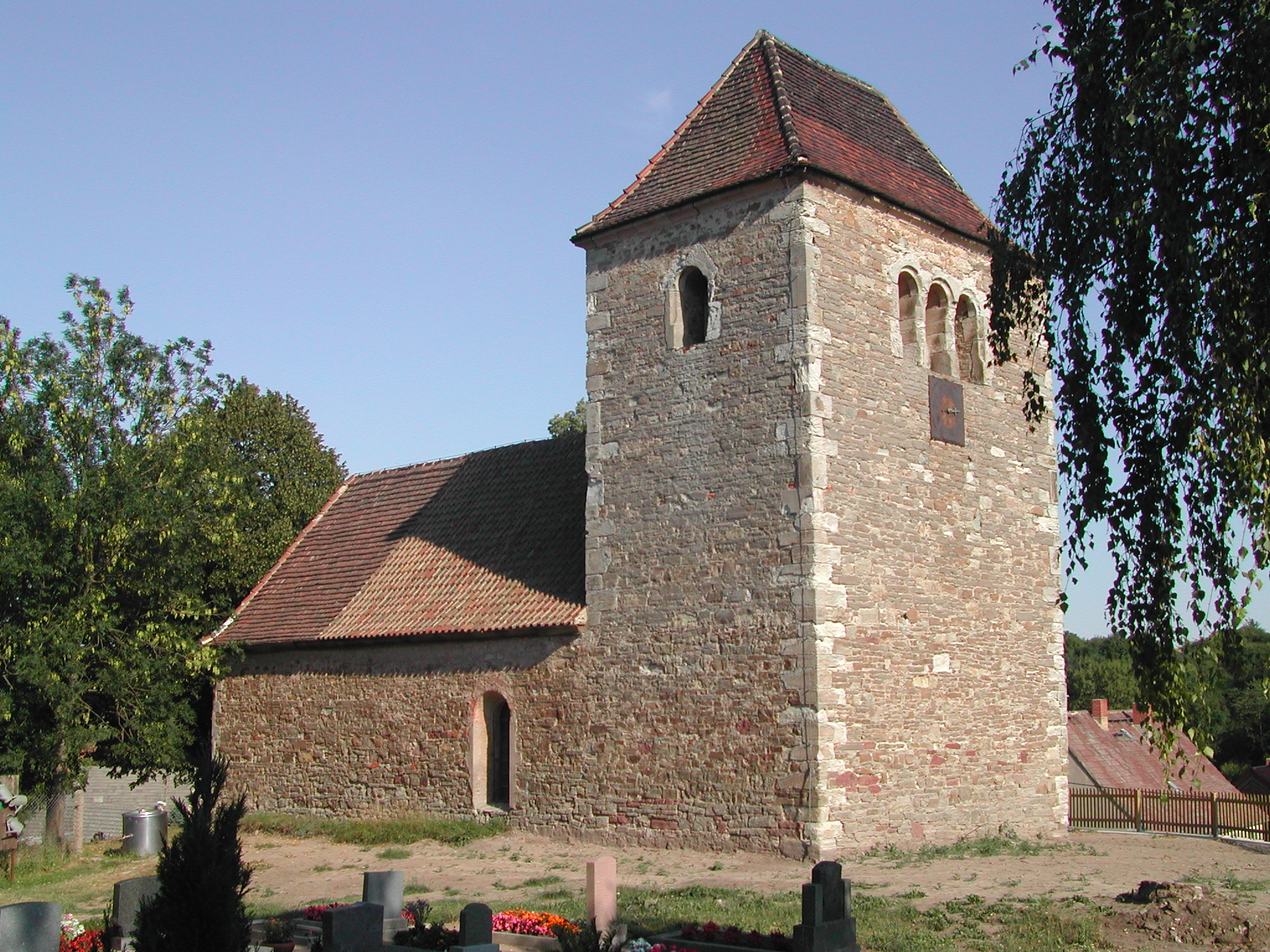

Ihlewitz telt 357 inwoners.